# 1861 G1 Татчер
Комета C/1861 G1 (Татчер) — довгоперіодична комета з приблизно 415-річною орбітою, виявлена астрономом-любителем Альбертом Тетчером під час спостереження за метеорним потоком Ліриди
Комета пройшла на відстані близько 0,335 а.о (50 100 000 км) від Землі 5 травня 1861 року, а востаннє досягла перигелію (найближчий підхід до Сонця) 3 червня 1861 року.